# Bolivia en los Juegos Panamericanos de 2019
Bolivia será uno de los países que participará en los Juegos Panamericanos de 2019 en la ciudad de Lima, Perú.

## Medallistas
| Medalla | Atletas                                                      | Deporte   | Evento               | Fecha        |
| ------- | ------------------------------------------------------------ | --------- | -------------------- | ------------ |
| Oro     | Conrrado Moscoso Carlos Keller Roland Kellers Kadim Carrasco | Raquetbol | Equipos Masculino    | 10 de agosto |
| Plata   | Noelia Zeballos Federico Zeballos                            | Tenis     | Dobles Mixtos        | 3 de agosto  |
| Plata   | Conrrado Moscoso Roland Kellers                              | Raquetbol | Dobles Masculino     | 7 de agosto  |
| Bronce  | Conrrado Moscoso                                             | Raquetbol | Individual Masculino | 6 de agosto  |
| Bronce  | Valeria Centellas Jenny Daza Angelica Barrios                | Raquetbol | Equipos Femenino     | 9 de agosto  |

## Tiro deportivo
- César Menacho
- Henry Arroyo
- Diego Cossio
- Rudolf Knijnenburg
- Gabriel García
- Jessica Velasco